# Tufton
Tufton – wieś w Anglii, w hrabstwie Hampshire, w dystrykcie Basingstoke and Deane. Leży 18 km na północ od miasta Winchester i 91 km na zachód od Londynu.